# Deflagración de Villa El Salvador de 2020
La deflagración de Villa El Salvador de 2020 fue la deflagración de gas licuado del petróleo producida por una fuga de gas de un camión cisterna accidentado que trasladaba dicho material en Villa El Salvador, distrito perteneciente a la región de Lima Metropolitana en Perú, el 23 de enero de 2020. 34 personas fallecieron y alrededor de 30 resultaron heridas. Los incendios consecuentes dejaron afectadas al menos 30 casas y varios vehículos.

## El hecho
El 23 de enero de 2020, alrededor de las 06:56 a. m. hora local (11:56 GMT), un camión cisterna de gas de la empresa privada Transgas sufrió un accidente en Villa El Salvador, distrito de Lima. Según el vídeo de una cámara de seguridad en la zona, el camión estaba transitando por la avenida Villa del Mar hasta llegar al cruce con la avenida Mariano Pastor Revilla, conocida como Ruta C, que tenía un desnivel. Al intentar pasar por el desnivel, el camión impactó fuertemente con este, lo que ocasionó la rotura de una válvula que se encontraba en la parte inferior del camión. Debido a ello, el GLP que contenía el camión empezó a fugarse del tanque en cuestión de minutos, expandiéndose por unos 250 metros. El conductor del camión Luis Guzmán Palomino bajó e intentó reparar y cerrar la válvula sin éxito, por lo que empezó a gritar a las personas para que se alejen del lugar. Aproximadamente 10 minutos después de la expansión del gas por una cuadra, se produjo en este punto una deflagración causada por una pequeña chispa que fue avanzando hasta regresar al camión cisterna, que terminó calcinado, a excepción del tanque donde se transportaba el gas. A consecuencia de ello, una persona murió instantáneamente y varias quedaron heridas, además de ocasionar incendios por toda la cuadra. Muchos de los heridos se encontraban muy cerca de la fuga de gas o durmiendo en sus casas y el desconocimiento sobre cómo actuar ante situaciones de este tipo hizo que las personas no evacuaran hasta unos segundos antes de la deflagración. Todo ello contribuyó a que finalmente haya gran cantidad de personas heridas y fallecidas.

## Consecuencias

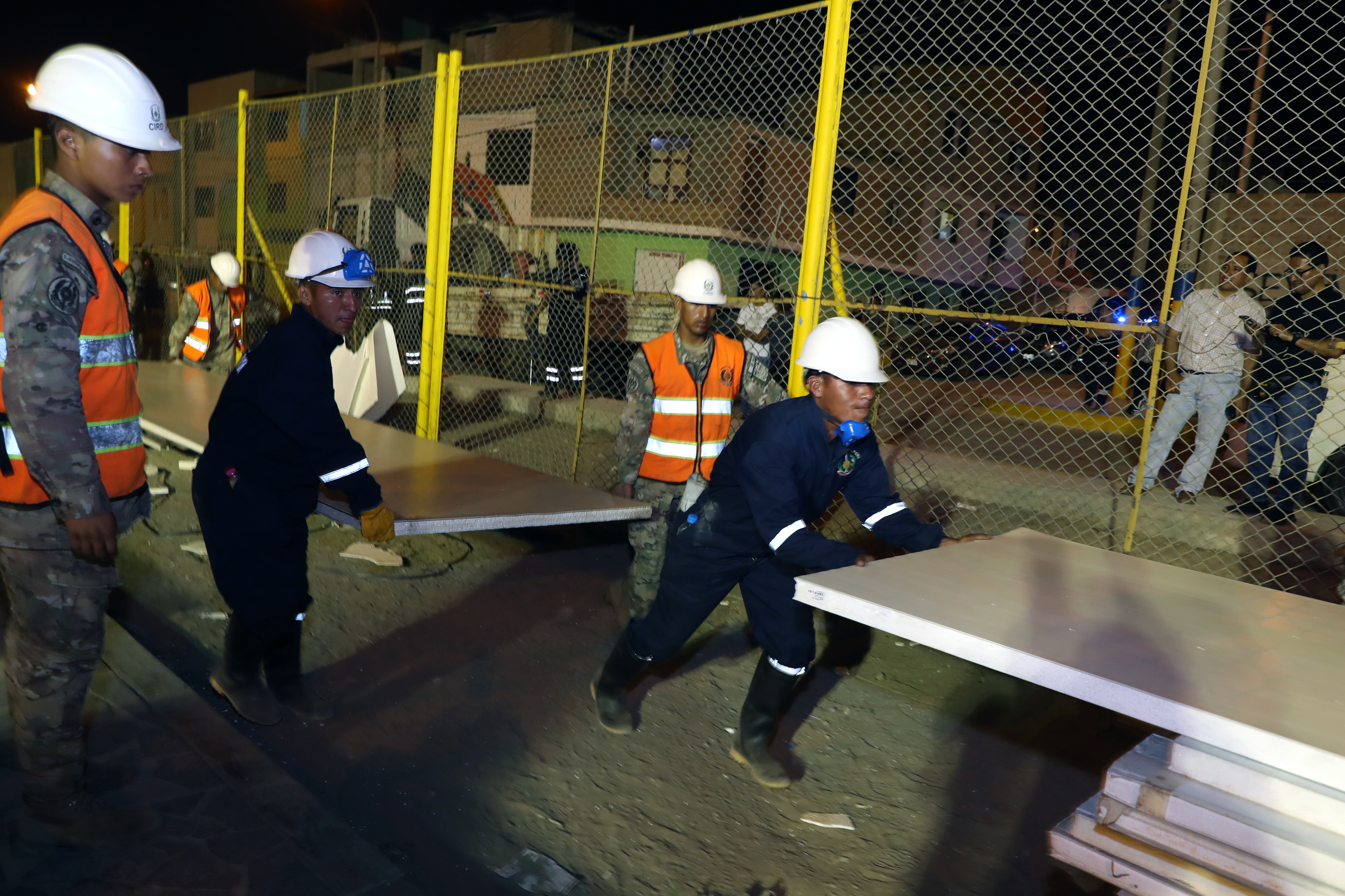
El Ejército Nacional del Perú construyendo módulos provisionales para los afectados en la deflagración.

Más de 15 unidades de bomberos se desplazaron hasta la zona del hecho. Los incendios consecuentes fueron clasificados por los Bomberos como código 3 (fuera de control). Aproximadamente 50 personas heridas fueron trasladadas al Hospital de Emergencias de Villa El Salvador, que colapsó ante la cantidad de heridos, derivándolos finalmente a diversos hospitales de la capital. Con el pasar de las horas, 21 personas fallecieron, entre ellas menores de edad y un bebé no nacido. 30 viviendas quedaron afectadas y varios vehículos terminaron calcinados. Varias familias se quedaron sin hogar. La ministra de Salud, Elizabeth Hinostroza, indicó que la mayoría de heridos se encuentra en estado crítico, por lo cual la cantidad de fallecidos podría aumentar con el pasar de las horas, mientras que el director del Hospital de Emergencias de Villa El Salvador, Carlos León, declaró que la mayoría de los heridos presentaban entre el 70% u 80% del cuerpo quemado. Por otro lado, la municipalidad de Villa El Salvador clausuró el local de la empresa Transgas luego de ocurrido el hecho.
El conductor del camión, quien también sufrió quemaduras e inicialmente se le dio por fallecido, fue detenido en la comisaría de Villa El Salvador. Luego de la investigación, la Fiscalía solicitó 9 meses de prisión preventiva para él, que finalmente fue infundado por el Poder Judicial, dejándolo libre.
Horas más tarde, mientras los Bomberos seguían trabajando en la zona, se produjo una nueva fuga de gas muy cerca al lugar de los hechos. Afortunadamente, este incidente se solucionó rápido y no pasó a mayores.
Un día después de la tragedia, la empresa Transgas emitió un comunicado lamentando el hecho e indicando que la unidad involucrada tenía autorizaciones y papeles en regla.

## Investigación
La Policía se encuentra realizando las investigaciones para determinar responsabilidades; aunque se han considerado tres factores que ocasionaron el accidente: la condición del vehículo, la conducción del chofer y el estado en el que se encontraba la vía y el desnivel presente en esta. Según Mario Casaretto, jefe del Cuerpo General de Bomberos Voluntarios del Perú, cualquier chispa pequeña pudo haber causado la deflagración y posterior incendio.

## Reacciones
- — El presidente de la República, Martín Vizcarra, durante un viaje a Trujillo, expresó que era "una tragedia y que hay que investigar las causas”.[21] Horas más tarde, visitó a los heridos que se encontraban en el Hospital Guillermo Almenara.[22]
- — Luego del hecho, las autoridades solicitaron a los ciudadanos el apoyo en donación de sangre, que finalmente rebasó la cantidad necesaria de donaciones.[23][24] Además, diversas personas, instituciones y empresas se organizaron para apoyar con alimentos, víveres, ropa y productos de higiene a los damnificados.[25] También, diversos veterinarios ayudaron a atender a mascotas afectadas.[26]
- — El alcalde de Villa El Salvador, Kevin Yñigo, llegó hasta la zona afectada para obtener datos sobre los daños causados, donde declaró, en referencia al mal estado de la vía, que la obra se había ejecutado en la gestión anterior.[27] Sin embargo, ante los reclamos de los vecinos por no haber arreglado la vía en su momento, se retiró rápidamente del lugar.[28]
- — El alcalde de Lima, Jorge Muñoz Wells, llegó en la noche a la zona afectada, donde declaró que "la cisterna no estaba en condiciones para transportar gas".[29] Más tarde, en Twitter envió condolencias a las familias de los fallecidos.[30]
- — El Ministerio de Vivienda instaló módulos de vivienda para los afectados.[31]
- — Ante los reclamos de los vecinos del mal estado de la vía y el desnivel peligroso existente, el Indeci se comprometió a nivelarla, además de evaluar las viviendas afectadas.[32]
- — El RENIEC instaló una carpa en la zona afectada para apoyar de manera gratuita en los trámites de DNI a los damnificados que perdieron sus documentos en la deflagración, además de proporcionarles el mismo totalmente gratis.[33]
- — El ministro de Defensa, Walter Martos, declaró que se estaban realizando todas las gestiones para que se exonere de la multa por no sufragar en las elecciones congresales extraordinarias a los damnificados y sus familiares. La tragedia ocurrió 3 días antes del desarrollo de estas elecciones.[34]
- — En Facebook, se activó la herramienta Respuesta ante emergencias ocurrido el hecho.[35]
- — El grupo de cumbia Armonía 10 canceló el concierto que tenía programado en aquel distrito e incentivaron a la ciudadanía en apoyar con las donaciones de sangre.[36]
- — Jugadores y representantes del club de fútbol peruano, Alianza Lima, se acercaron al lugar de los hechos llevando bebidas a los damnificados.[37][38]
- — El Ministerio de Salud de Brasil envió 20 mil centímetros de piel humana para los heridos por la deflagración. El ministro de Salud de ese país, Joao Gabbardo, declaró lo siguiente: "Los países tienen que ponerse a disposición para ayudar en tragedia como esta. Ayudar a nuestro vecino peruano no es sólo un acto de solidaridad sino también de empatía."[39]
- — El hospital Galveston, en Estados Unidos, de Shriners International, a través de Shriners Perú Club, envió 30 metros cuadrados de tejido humano para el tratamiento de los heridos por la deflagración.[40]